# 気道
気道（きどう、英: airway or respiratory tract）とは、呼吸中に気流の経路となる臓器を意味する、解剖学用語である。片仮名のエアウェイは通常、口咽頭エアウェイや経鼻エアウェイなど、気道を開存させるための医療行為に用いられる器具を意味する。声帯より上の気道が上気道、気管より下が下気道である。
本項では、ヒトの気道の解剖学的、生理学的、病態生理学的特徴について概説する。

## 概要
気道は、気道粘膜として呼吸上皮に覆われている。喉頭をおおよその境として上気道と下気道に分けられる。
空気は鼻から鼻腔に吸い込まれ、鼻粘膜層がフィルターとして働き、空気中に含まれる汚染物質やその他の有害物質を捕捉する。次に、食道と喉頭が合流する咽頭へと空気が移動する。喉頭の開口部には、喉頭蓋という特殊な軟骨の弁があり、空気が通るように開くが、食事の際は食べ物が気道に入るのを防ぐために閉じる。
空気は喉頭から気管に入り、左右の主気管支を形成する気管分岐部（別名: カリーナ）と呼ばれる3叉路に至る。これらの気管支はそれぞれ二次（葉）気管支に分岐し、さらに三次（区域）気管支に分岐する。三次気管支は細気管支と呼ばれる小さな気道に分岐し、最終的に肺胞と呼ばれるガス交換に関与する微細構造に接続する。
肺は胸腔内にあり、骨性胸郭によって物理的な損傷から守られている。肺の底部には、横隔膜と呼ばれる横紋筋のシートがある。横隔膜は肺と胃や腸を隔てている。横隔膜は呼吸に関与する主たる筋肉である。
肺は漿膜に包まれており、その漿膜が折り重なって胸膜、すなわち二層の保護層を形成している。内側の臓側胸膜は肺の表面を覆い、外側の壁側胸膜は胸郭の内面に付着している。胸膜は胸膜腔と呼ばれる空洞を囲んでおり、その中には胸水が含まれている。この胸水は、呼吸中に発生する肺の摩擦を減らす働きをする。
気道は外界と接しているため、感染が起こりやすい。上気道感染の例としては風邪やインフルエンザ、下気道感染の例としては肺炎や結核が挙げられる。新型コロナウイルス感染症も気道感染症の一種である。他には、慢性閉塞性肺疾患や喘息も気道の疾患としてはよく見られる。

## 構造

呼吸器系の全容

気道は上気道と下気道に分けられる。上気道には、鼻と鼻腔、副鼻腔、咽頭、喉頭の声帯より上の部分が含まれる。下気道には、喉頭の声帯より下の部分、気管、気管支および細気管支が含まれる。肺は下気道に含まれることもあれば、細気管支、肺動脈、肺静脈、および肺胞を含む別個のものとして含まれることもある。
各分岐で、1つの気道は2つの小さな気道に分岐する。これは世代（generation）とも呼ばれる。ヒトの気管気管支樹は平均23世代で構成されているが、マウスのそれは13世代である。
気道はまた、呼吸ガスの輸送またはガス交換の機能的な区別に基づいて、気道領域（conducting zone) と呼吸領域（respiratory zone）に分けることができる。気管支から、肺胞で終わるまでの分岐は20から23と推定され、気道は徐々に小さくなる。
気道領域には、肺の外側の構造である鼻、咽頭、喉頭、気管と、肺の内側の構造である気管支、細気管支、終末細気管支が含まれる。気道領域は、濾過され、加温され、加湿された吸気を肺に導く。気道の第1から第16までの分岐に相当する。気道の大部分は、肺へのガスの出入りを行う気道領域であり、残りがガス交換を行う呼吸領域である。気道領域はまた、空気の流れに抵抗の少ない経路を提供する機能もある。フィルター機能において主要な防御の役割を果たす。
呼吸領域には呼吸細気管支、肺胞管、肺胞が含まれ、血液との酸素および二酸化炭素交換の場である。呼吸細気管支と肺胞管はガス交換の10％を担っている。残りの90％は肺胞が担っている。呼吸領域は気道の16番目から23番目の分岐までを表している。

### 上気道

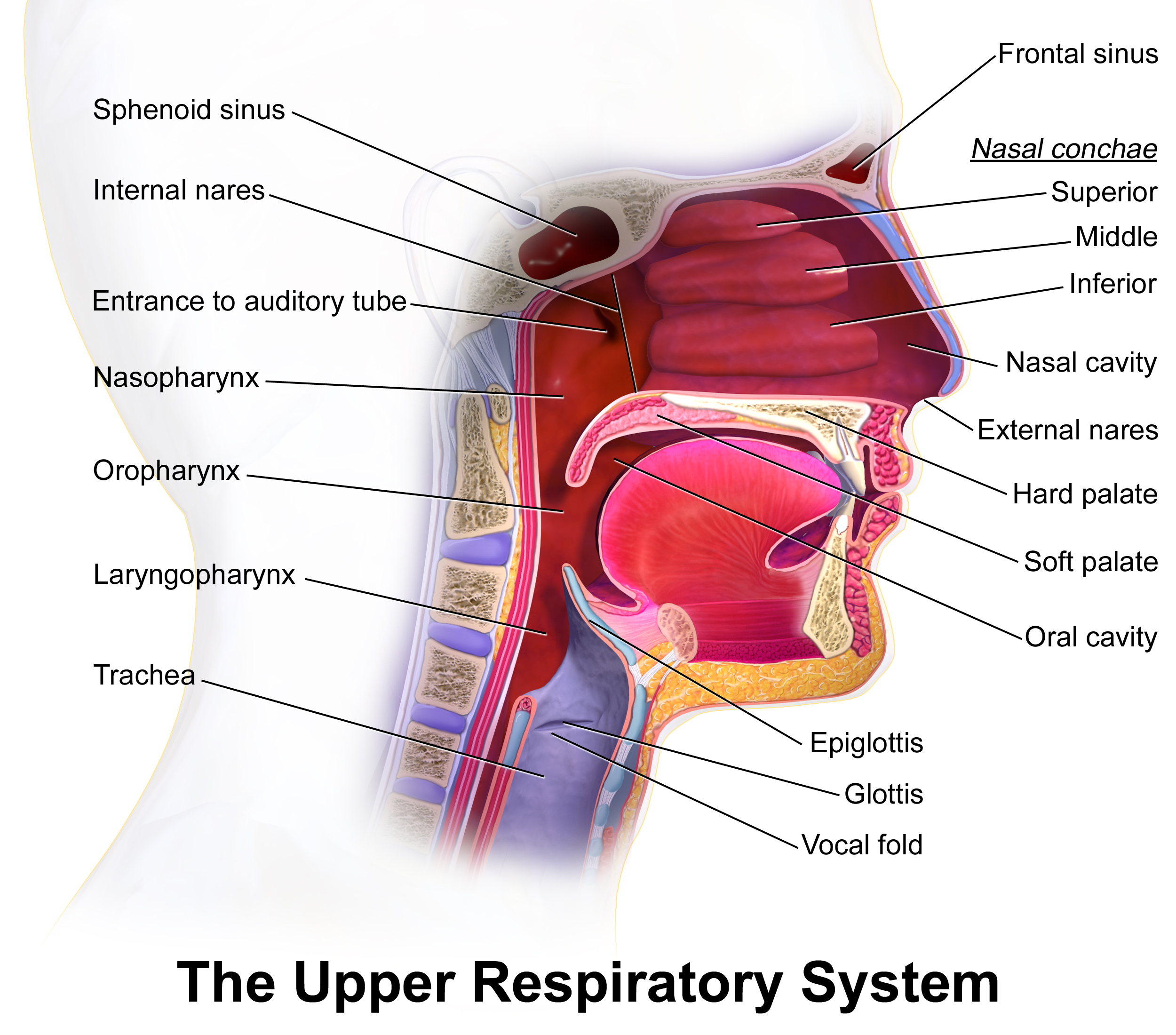
上気道の詳細

上気道の区分は曖昧で、胸骨角（胸郭の外側）の上、声帯の上、または輪状軟骨の上である。喉頭は、上気道と下気道の両方に含まれることがある。喉頭は英語では"voice box（声の箱）"とも呼ばれ、音声を生成する軟骨が含まれる。

### 下気道
1. 気管
2. 主気管支（英語版）
3. 二次気管支（英語版）
4. 三次気管支（英語版）
5. 細気管支（英語版）
6. 肺胞管
7. 肺胞

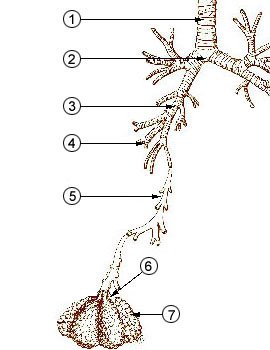

下気道は、発生学的には前腸に由来し、気管、（主、二次および三次）気管支、（終末および呼吸）気管支、肺（肺胞を含む）からなる。下気道には喉頭が含まれることもある。 

下気道の各部分

下気道は、肺に空気を供給する気道の分岐構造を表すために気管気管支樹とも呼ばれ、気管、気管支および細気管支を含む。階層構造は以下の通り。
- 気管
  - 主気管支 (成人で直径約1～1.4cm)[18]
    - 葉気管支（英語版）（直径約1cm）
      - 区域気管支（英語版）（直径4.5～13mm）[18]
        - 亜区域気管支（直径1～6mm）)[18]
          - 伝導細気管支（英語版）
            - 終末細気管支（英語版）
              - 呼吸細気管支（英語版）
                - 肺胞管
                  - 肺胞嚢
                    - 肺胞

近位の世代（気管支のような気管気管支樹の頂部に最も近い部分）は主に下気道へ空気を送る働きをする。呼吸細気管支、肺胞管、肺胞などの遠位の世代はガス交換機能を持つ。
気管は気道の中で最大の管であり、硝子軟骨の気管輪からなる。気管支は左右の主気管支という2本の枝に分岐している。気管支は肺の内部で細気管支と呼ばれる部分に枝分かれしている。これらの気管支はさらに分岐を重ね、肺胞と呼ばれる肺の気嚢を形成する。
肺は下気道で最大の器官である。肺は胸郭の胸膜腔内に浮かんでいる。胸膜は2枚の薄い膜で、厚さは細胞1層分であり、肺を取り囲んでいる。内側（臓側胸膜）は肺を覆い、外側（壁側胸膜）は胸壁の内面を覆っている。この膜から少量の液体が分泌され、肺が胸膜腔内で自由に動くことができるようになっている。肺は肺葉に分かれている。心臓が正中線の左側にあるため、右肺の方が左肺よりも大きい。右肺には上・中・下の3つの葉があり、左肺には上・下の2つの葉と、舌区と呼ばれる上葉の小さな舌状の部分がある。各肺葉はさらに気管支肺区域と呼ばれる分節に分かれている。各肺には、胸郭に隣接する肋骨面、横隔膜に向かって下を向く横隔膜面、胸の中心に向かって縦隔面があり、その間に心臓、大血管、気管、カリーナ（気管分岐部）、そして2本の主気管支が存在する。
肺胞は肺の中にある小さな気嚢で、ここでガス交換が行われる。人間の肺にある肺胞の平均数は4億8000万個である。横隔膜が収縮すると、胸郭内に陰圧が発生し、気道から空気が流入する。そうなると、肺胞が空気で満たされ、肺が膨張する。肺胞には、肺胞毛細血管と呼ばれる毛細血管が豊富に分布している。ここで赤血球は空気中の酸素を吸収し、酸素化ヘモグロビンの形で細胞に与えるために酸素を持ち帰る。赤血球はまた、二酸化炭素をカルバミノヘモグロビンの形で細胞から運び、肺胞毛細血管を通して肺胞に放出する。横隔膜が弛緩すると、胸郭内に陽圧が発生し、肺胞から空気が奔流となって二酸化炭素を排出する。

### 微細解剖

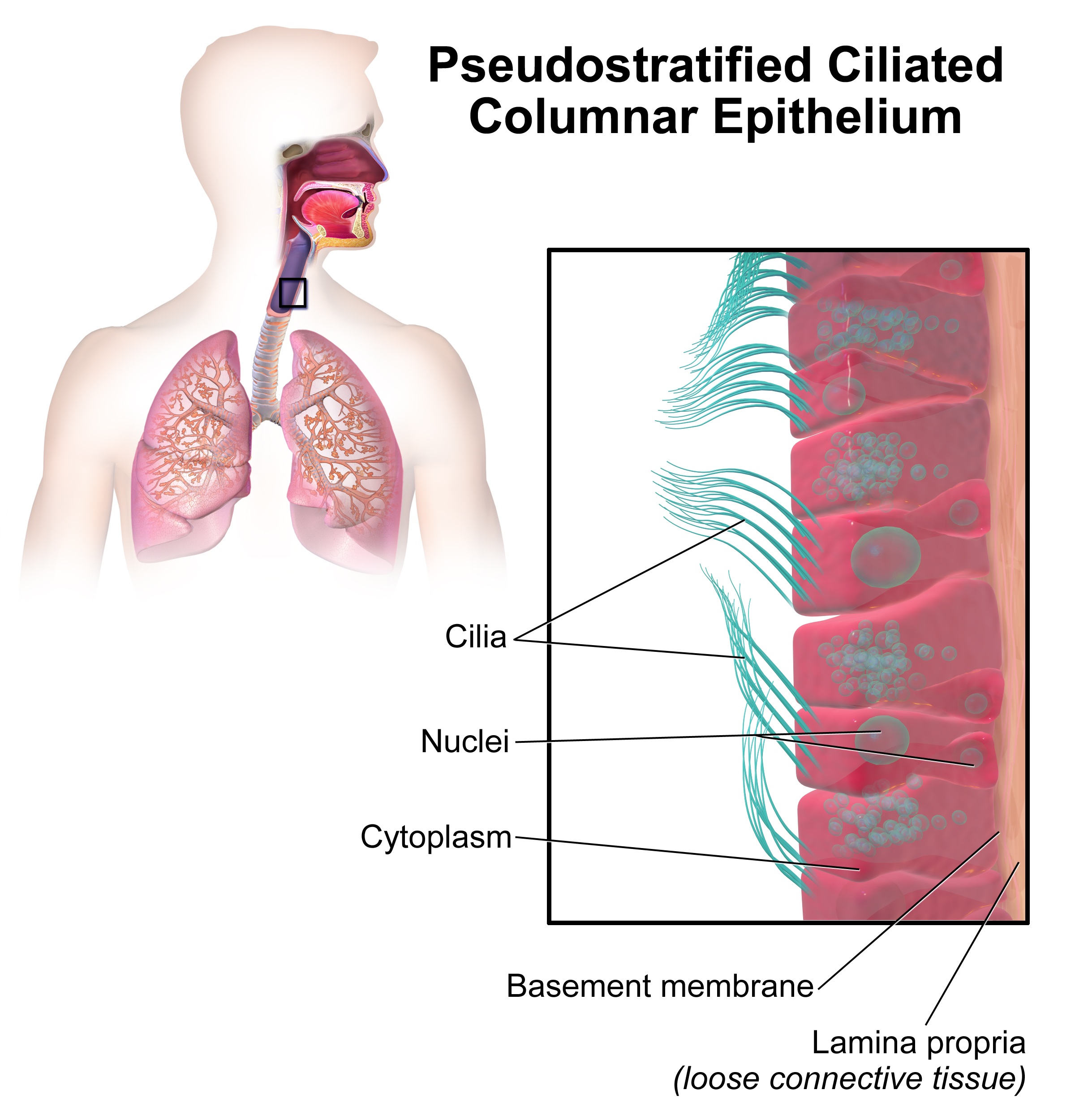
呼吸上皮。組織学的には偽重層線毛円柱上皮である。

気道は上皮で覆われており、その厚さは部位によって異なる。腺組織、粘液を分泌する杯細胞、平滑筋、エラスチン、軟骨なども構成要素である。鼻から気管支にかけての気道は、一般に呼吸上皮と呼ばれる繊毛を有する偽重層上皮で覆われている。繊毛は一方向に拍動し、気道の粘液を喉の方に移動させ、そこで飲み込まれる。気管支を下るにつれて、気道の細胞は立方体に近くなるが、繊毛を持つことに変わりはない。
腺は上気道には多いが、下気道には少なく、細気管支以下で消失する。杯細胞も同様だが、上流の細気管支では散在している。
軟骨は細い気管支まで存在する。気管ではC型の硝子軟骨であるが、気管支では軟骨は散在する板状である。平滑筋は気管から始まり、軟骨と共にC型の軟骨輪を形成する。平滑筋は気管支と細気管支のまで続き、気管支を完全に取り囲む。硬い軟骨の代わりに、気管支と気管支は弾性組織で構成されている。
肺は13種類の細胞、すなわち11種類の上皮細胞と2種類の間葉系細胞から構成されている。上皮細胞は気管と気管支の内壁を形成し、間葉系細胞は肺を覆っている。

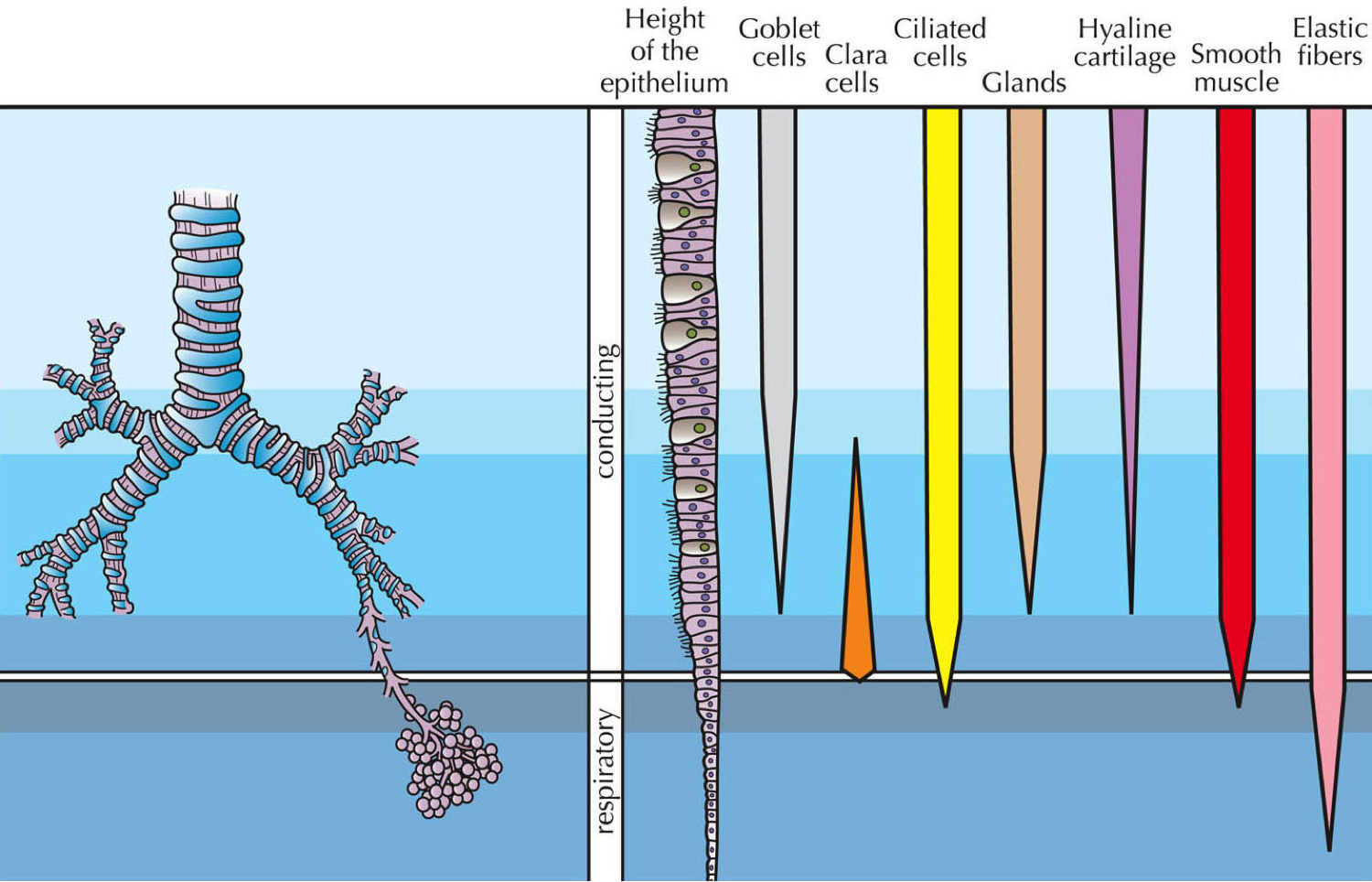
気道の部位による細胞の分布の違い
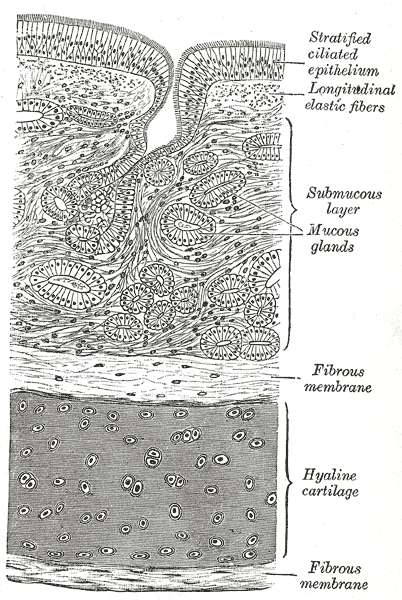
期間の断面図。図の右上はStratified ciliated epithelium、すなわち繊毛重層上皮となっているが、繊毛偽重層上皮が正しい。その下に、粘膜下層、粘液腺、線維性膜、硝子軟骨、線維性膜と続く。

## 機能
呼吸器の大部分は、肺の中を空気が移動するための配管として存在しているにすぎない。肺胞は肺の中で酸素と二酸化炭素を血液と交換する唯一の部分である。

### 呼吸
呼吸のリズムは神経により調節される。すなわち、吸気によって肺の肺胞に吸い込まれ、次に呼気によって吐き出される。ヒトが息を吸い込むと、空気は気管を通り、気管支を通って肺に入る。気管支全体は胸郭、胸椎、胸骨によって保護されている。肺では、吸い込まれた空気から酸素が血液に取り込まれ、全身に循環する。二酸化炭素（CO2）は、血液から気体となって肺に戻され、下気道、上気道を通って吐き出され、呼吸が完了する。
気管や気管支以外は、上気道は虚脱する可能性のある管である。そのため、肺に空気を吸い込む胸腔の周期的な膨張によって発生する吸引圧に耐えなければならない。これは、オトガイ舌筋や舌骨筋など、吸気時に上気道の筋肉が収縮することによって達成される。延髄の呼吸中枢からのリズミカルな神経支配に加えて、筋肉を制御する運動ニューロンは、筋肉の硬さと大きさのベースラインレベルを設定する緊張性の神経支配も受けている。
横隔膜は肺の拡張と収縮を可能にするための主要な筋肉である。肋骨の間にある小さな筋肉、外肋間筋がこのプロセスを補助する。

### 感染防御機構
上気道の上皮には杯細胞が散在しており、保護粘液を分泌する。この粘液が老廃物をろ過を助け、最終的には強酸性の胃の中に飲み込まれるか、痰として排出される。気道を覆う上皮は繊毛と呼ばれる微細な毛で覆われている。この繊毛が肺からリズミカルに拍動し、分泌された粘液の異物を喉頭咽頭に向かって上方へ、そして外へと移動させる、粘液繊毛クリアランスと呼ばれる過程を経て、肺に粘液が溜まるのを防いでいる。肺胞にあるマクロファージは免疫システムの一部で、吸い込まれた有害物質を飲み込んで消化する。
鼻孔の毛は、ほこりなどの粒子状物質を捕捉し、保護する役割を果たす。咳嗽反射は粘膜内のすべての刺激物を外部に排出する。肺の気道には筋肉の輪がある。何らかのアレルゲンによって気道が刺激されると、これらの筋肉が収縮することがある。

## 臨床的意義
気道は感染症の好発部位である。

### 感染

#### 上気道感染
上気道感染は、おそらく世界で最も一般的な感染症であろう。
呼吸器系は肺に感染症を起こしやすい。特に乳幼児や高齢者は肺の抵抗力が弱いため、肺に感染症を起こしやすい。これらの感染症のほとんどは、以前は命にかかわるものであったが、新しい研究と医学の進歩により、現在では治療が可能である。細菌感染症には抗生物質が処方されるが、ウイルス感染症は難しいが治療可能である。
風邪やインフルエンザは、上気道感染症の最も一般的な原因であり、そこから下気道感染症になると、より重篤な病態を引き起こす可能性がある。

#### 下気道感染
肺炎は最も一般的で頻度の高い下気道感染症である。肺炎にはウイルス性、細菌性、真菌性のものがある。肺炎は気道から感染する。すなわち、空気中の感染源を吸い込むと粒子が肺に入り、気嚢に移動する。感染はすぐに肺の末梢で成立し、肺を液体と過剰な粘液で満たす。このため呼吸が困難になり、下気道が肺の中の液体を取り除こうとするため咳が出る。喘息、インフルエンザ、心臓病、がんなどがあると、この感染症にかかりやすくなる。

	
気管支炎は、下気道で起こるもう一つの一般的な感染症である。気管支の炎症である。この感染症には、治療可能で自然に治る急性気管支炎と、出たり消えたりを繰り返すものの、常に肺に影響を及ぼす慢性気管支炎の2種類がある。気管支炎になると、気道内の粘液の量が増える。慢性気管支炎は喫煙者によくみられるが、これは喫煙によるタールが時間とともに蓄積し、肺が自己修復のために活動を亢進させるためである。
結核は、下気道で起こる多くの感染症のうちの一つである。空気中の飛沫核からこの感染症にかかることがある。結核は細菌感染症であり、肺組織を破壊し、その結果、血痰や喀血咳を引き起こす。結核は治療をしなければ命に関わる。

### 癌

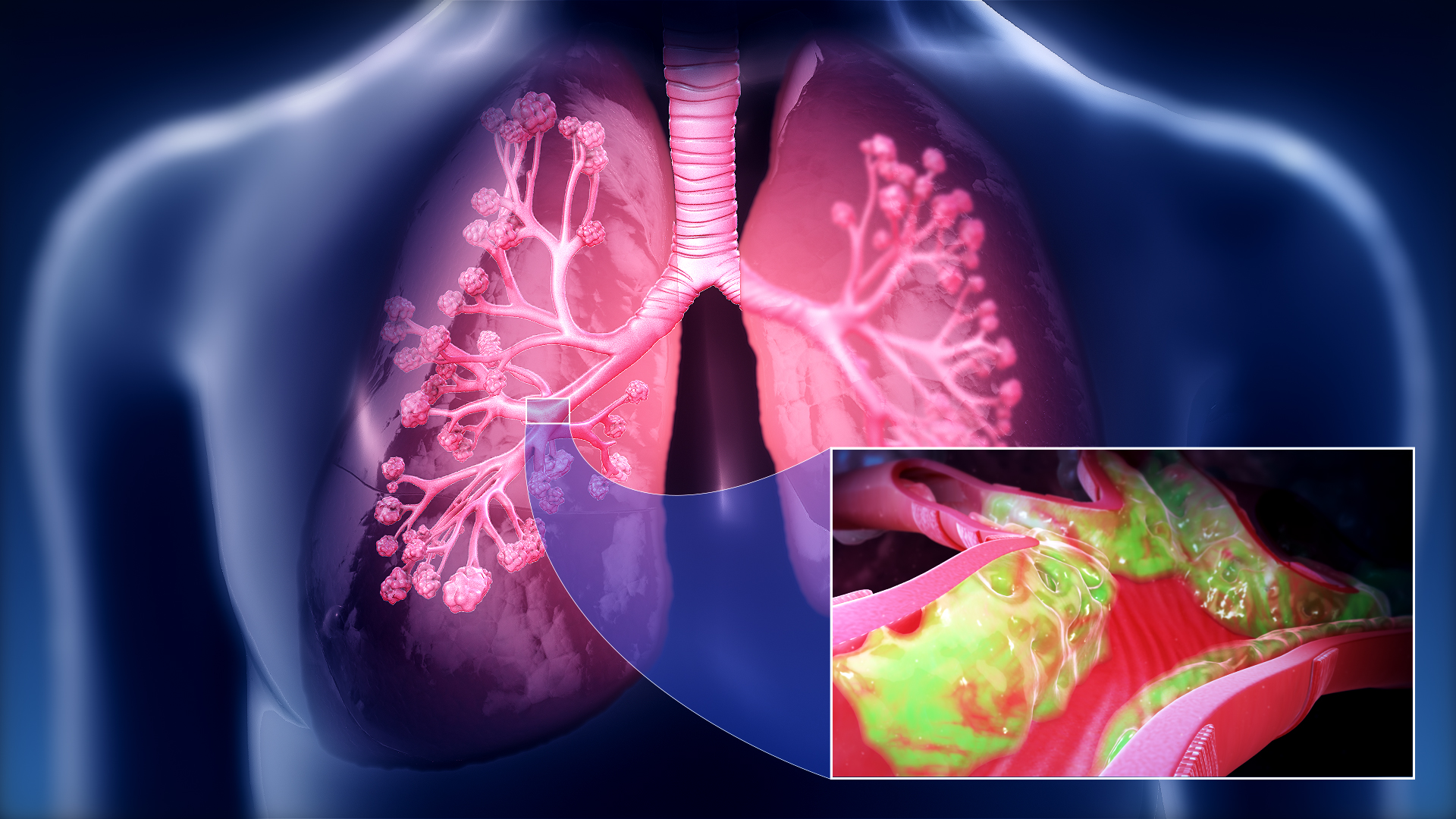
粘液が増加した気道

がんの中には、喫煙などの環境による原因があるものもある。タバコを吸うと、煙が繊毛を麻痺させ、粘液が肺に入り込む。頻繁に喫煙していると、繊毛が死滅して粘液をろ過できなくなる。吸い込んだ煙のタールが肺に入り、ピンク色の肺が黒く変色する。このタールが蓄積すると、最終的には肺がんや慢性閉塞性肺疾患を生じる可能性がある。

### COPD
慢性閉塞性肺疾患（COPD）は、有害な化学物質への暴露やタバコの長期使用が原因となるよく見られる下気道疾患である。この疾患は慢性かつ進行性で、肺へのダメージは不可逆的である。COPDでは肺胞や肺組織が破壊され、呼吸が困難になり、息切れ、頻呼吸、「肩で息をする」などが起こる。肺胞の数が減少するため、肺への酸素供給が途絶え、二酸化炭素が蓄積する。COPDには原発性と二次性の2つのタイプがある。原発性COPDは、比較的若年で起こり、肺胞・肺全体が傷害される。二次性COPDは、喫煙者、喫煙既往または気管支炎の既往歴がある高齢者に見られる。COPDには肺気腫と慢性気管支炎の症状が含まれる。

### 喘息

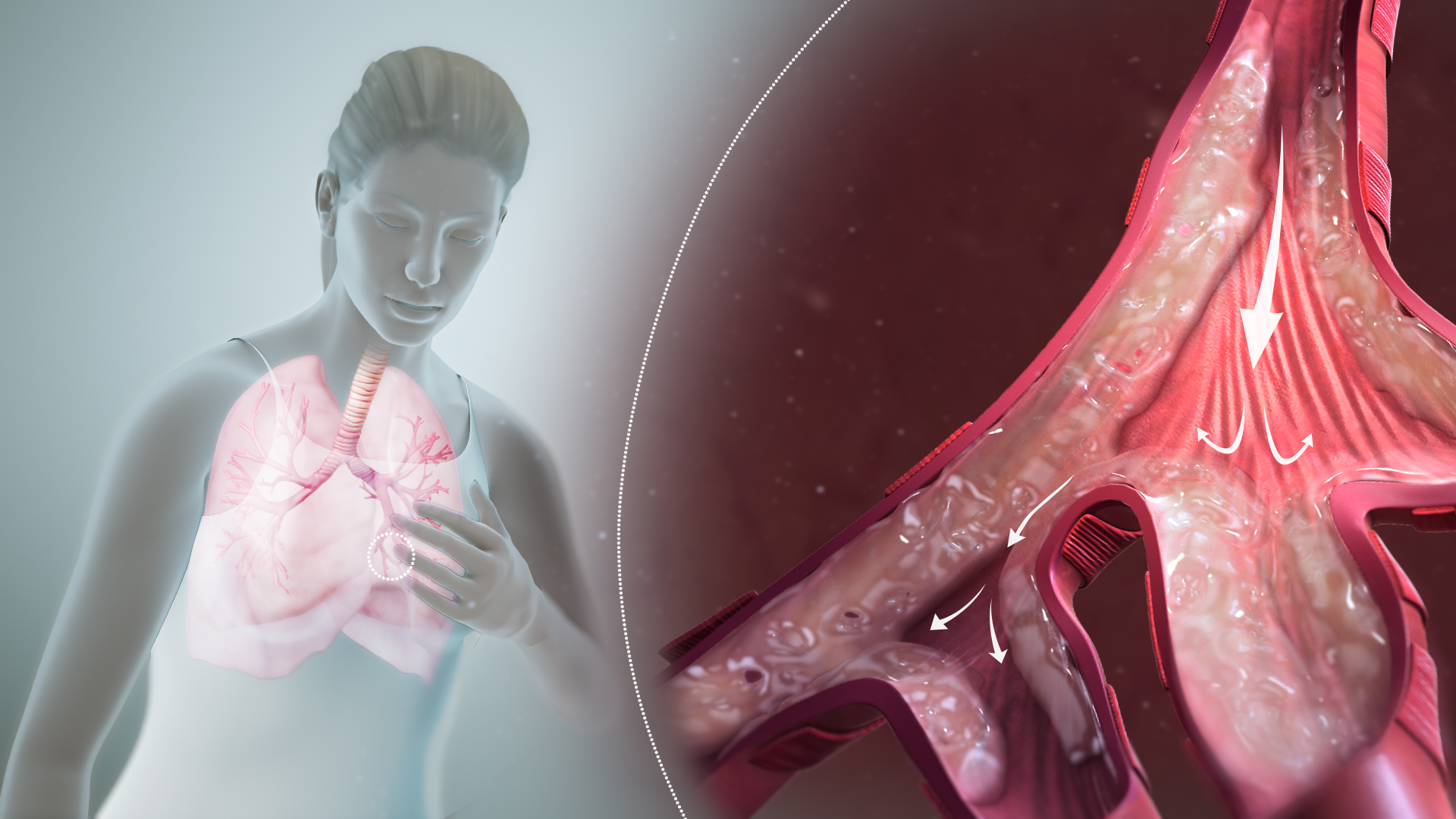
拡大3D図には狭窄した気道が示されている。

気管支は左右の肺に通じる主要な通路である。これらの気道は、肺の中の気管支に酸素を運ぶ。気管支や細気管支に炎症が起こると、気管支が腫れ上がり、喘息発作を起こすことがある。その結果、喘鳴（wheeze）、胸の締め付け感、激しい呼吸困難が生じる。気管支の機能に影響を及ぼす喘息にはさまざまなタイプがある。また、アレルギー反応により、気管支の腫脹を引き起こされることもあり、その結果、気道が腫脹したり、完全に閉塞したりする。

### 口呼吸
一般的に空気は鼻から吸い込む。鼻呼吸ができない場合は、口から吸い込むこともできる。しかし、慢性的な口呼吸は口の乾燥を引き起こし、感染症を引き起こす可能性がある。